# 프린세스 스타의 모험일기: 더 무비
프린세스 스타의 모험일기: 더 무비(Star Vs. The Forces Of Evil: The Movie)는 월트 디즈니 픽처스와 디즈니 텔레비전 애니메이션이 공동제작을 하고 TV시리즈 원작에 대런 네프시(Daron Nefcy)가 제작을 하고있다.

## 목소리 출연

### 원본판
- 스타 버터플라이 - 이든 셔
- 마르코 디아즈 - 아담 맥아더
- 포니헤드 - 제니 슬레이트
- 루도 - 앨린 튜딕
- 다크 문나이트 - 베네딕트 컴버배치
- 마리아 스미스 - 조이 살다나
- 재키 린 토마스 - 그레이 그리핀
- 제나 오도니아 - 애비 얼리엇
- 토피 - 마이클 C.홀
- 글로서릭 - 제프리 템퍼
- 리버 버터플라이 - 앨린 튜딕
- 문 버터플라이 - 그레이 그리핀
- 나레이션 - 앨릭 볼드윈